# Chris Smith (homme politique, 1951)
Pour les articles homonymes, voir Chris Smith et Smith.
Christopher « Chris » Robert Smith, baron Smith de Finsbury, né le 24 juillet 1951, est un homme politique britannique membre du Parti travailliste, ancien député et ministre du Cabinet.

## Historique
Chris Smith est l'un des premiers parlementaires britanniques ouvertement gay, révélant son homosexualité en 1984, et en 2005 le premier à reconnaître être atteint du VIH,.
En 2014, il prend la présidence de l'association artistique Art Fund.